# Ričice (Lovinac)
Ričice is een plaats in de gemeente Lovinac in de Kroatische provincie Lika-Senj. De plaats telt 114 inwoners (2001).